# 후쿠이촌 (도쿠시마현)
후쿠이촌(福井村)은 도쿠시마현 나카군에 있던 촌이다. 

## 역사
- 1889년 10월 1일 - 정촌제 시행에 의해 나카군 2촌의 구역으로 쓰바키촌이 성립하였다.
- 1952년 3월 22일 - 촌에서 토사 재해가 발생해. 사망자 6명, 가옥 12채 전소되었다.
- 1955년 3월 26일 - 다치바나정, 아라타노정, 쓰바키정과 합병해, 새로운 다치바나정이 성립, 동일 후쿠이촌은 폐지되었다

## 교통

### 철도
- 일본국유철도
  - 무기선

### 도로
- 국도 제194호선 (현 국도 제55호선)

## 참고문헌
- 『徳島県那賀郡新野町史』徳島県新野町、1926年。NDLJP:1020280。